# 衛世輝
衛世輝（英語：Wai Sai Fai，1960年1月5日—2021年9月17日），香港男性電視節目監製，曾為無綫電視非戲劇節目監製及經理。

## 簡歷
衛世輝在中學畢業後於1981年加入無綫電視，跟妻子黃鳳珍及胞弟衞日輝為同事；起初當過劇集、綜藝節目及新聞節目的場務，曾與何守信、陳欣健、鄭丹瑞、曾志偉、沈殿霞、鄭裕玲、汪明荃等金牌司儀合作。之後，他自薦轉到《勁歌金曲》擔任監製曾國強的助理編導，至1994年開始接任該節目監製，亦同時負責《Sunday新地帶》、《樂壇最前線》兩個音樂節目；曾任職無綫電視綜藝及音樂科製作主任，之後升任非戲劇節目監製及經理，主要製作特備或休閒類電視節目，代表作品包括《爆足一周》、《吾淑吾食》系列、《#後生仔傾偈》、《Ben Sir睇樓團》系列等，當中曾以《#後生仔傾吓偈》奪得《萬千星輝頒獎典禮2018》「最佳非戲劇節目」獎項。
2021年7月，衛世輝曾替因在2020東京奧運採訪時失言的陳約臨，代向傳媒解釋。同年，他基於心臟出現問題而裝上起搏器，至9月17日凌晨在家睡覺期間心口感到不適，召救護車送院後不治，終年61歲，並由無綫電視負責所有白事費用。其喪禮於10月9日在紅磡世界殯儀館以道教形式舉行，遺體則於翌日送往歌連臣角火葬場火化。

## 參與作品

### 編導（無綫電視）
特備節目（1990年代）
- 香港小姐競選[11]（1992）
- 勁歌金曲（？ - 1994）

### 監製（無綫電視）
特備節目（1990年代至2020年代）
- 萬千星輝賀台慶（1997 - 2000、2005、2007、2010）
- 香港小姐競選（2002 - 2004）
- 粵港同慶接金牛·羊城賀歲萬家歡、金龍吐艷迎新歲、駿馬迎新歲、喜慶羊羊迎新歲、萬千星輝團年飯（2009、2012、2014 - 2016）
- 無綫電視台慶亮燈儀式（2009、2013、2017）
- 無綫電視節目巡禮（2009、2011、2013 - 2016、2018）
- 善心滿載仁愛堂（2010）
- TVB最受歡迎電視廣告大獎（2010、2016）
- 飲食天王頒獎典禮（2010）[12]
- 星光熠熠耀保良（2010、2011）
- 歡樂滿東華（2011）
- 香港同胞慶祝中華人民共和國成立文藝晚會（2012 - 2017）
- Fun Fun娛樂大派對（2012）
- 靈蛇喜舞賀新禧（2013）
- 慈善星輝仁濟夜（2002[13]、2013 - 2017）
- 博愛歡樂傳萬家（2013 - 2016）
- 香港藝術發展獎（2015 - 2016）
- 萬千星輝頒獎典禮（2016、2017）
- 明愛暖萬心（2017）

綜藝節目（1990年代至2020年代）
- 勁歌金曲（1994 - ？）
- 天下無敵獎門人（1998）
- 愛情研究院（2008）
- 我的2008（2009）
- 我的2009（2009）
- 香港玄案（2011）
- 三個女人一個墟（2012）
- 盛女愛作戰（2012）
- 700萬人的數字（2012）
- 珍情品味（2012）
- 爆足一周[14][15]（2012）
- 順峰順水（2012）
- 演嘢（2013）
- 爸B也Upgrade（2013）
- 爸B也Upgrade 2（2014）
- 民峰而至（2015）
- 萬里尋爸（第二輯）（2015）
- 吾淑吾食（第二輯、澳洲篇、新加坡篇）（2015）
- 為食3姊妹（2016）
- 區區開伙（2016）
- 馬家開飯（2017）
- #後生仔傾偈（2017 - 2018）
- Ben Sir睇樓團（共2輯）（2017）
- 馬家過聖誕（2017）
- 齊癲大聖福祿壽（2017）
- 荷蘭好玩（2019）
- Mean Talk（2021年）
- 明星運動會（2021）

## 外部連結
- Wai Sai Fai的Facebook專頁
- Wai Sai Fai的Facebook專頁 2